# Wohnhaus Bahnhofstraße 26
Das Wohnhaus Bahnhofstraße 26 an der Ecke Prinzhornstraße, auch Villa Prinzhorn in Diepholz stammt aus dem 19. Jahrhundert. Aktuell (2023) wird es als Teil eines Hotels genutzt.
Das Gebäude steht unter Denkmalschutz (siehe auch Liste der Baudenkmale in Diepholz).

## Geschichte
Das eingeschossige traufständige fünfachsige massive historisierende Gebäude im neoklassizistischen Stil sowie im Jugendstil mit Satteldach, Zwerchhaus sowie Ornamentik in Form von Friesen und Pilastern stammt von um 1890. Der Chemiker und Manager (Continental) Adolf Prinzhorn (Heinrich Friedrich Adolf Prinzhorn, 1847–1913) baute dieses Haus für seinen Vater Johann Prinzhorn († 1897).
Die Villa wurde 2010 verkauft und saniert.
Das Landesdenkmalamt befand: „… geschichtliche Bedeutung … wegen ihrer künstlerischen Bedeutung als Erlebniswert nicht alltäglicher künstlerischer und handwerklicher Gestaltwerte als Jugendstilvilla …“
Auf dem rückseitigen Grundstück an der Prinzhornstraße 11 steht seit 2019 das Hotel Villa Prinzhorn mit einem Restaurant.